# 柯承發
柯承發（1932年11月6日—2025年2月17日），臺灣新竹市人，新竹市東園國小教師，為前臺北市市長及台灣民眾黨創黨主席柯文哲之父。

## 生平

### 家庭背景

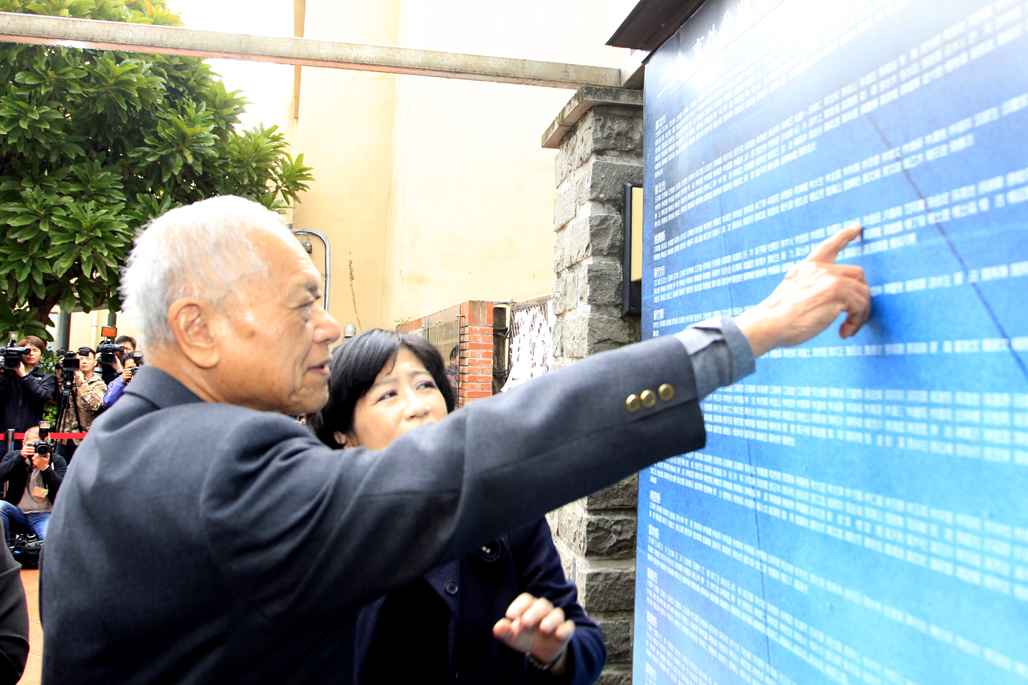
2015年2月28日，柯承發出席228事件紀念活動，在臺北二二八紀念館的展示紀念牆上指認自己的父親。

柯承發出生於新竹，祖先來自福建省泉州府南安縣，祖父柯賢蔭篤信齋教（一種以佛教義理為主的臺灣民間宗教）龍華派，長年持齋，為新竹縣寶山鄉印月佛堂管理人。父親柯世元為家中長子，1924年從臺灣總督府國語學校（今臺北市立大學、國立臺北教育大學前身）畢業後分發到新竹第一公學校擔任公學校訓導（相當於現在的小學教師），1944年（昭和19年）在皇民化運動中改日本名為「青山觀也」。中華民國政府遷臺後，擔任新竹督學，同年10月由臺灣省行政長官公署教育處派任為新竹女子高等家政學校校長。1947年228事件發生時，柯承發回憶當時父親柯世元將外省籍校長和同事帶到家裡保護，但清鄉時被軍隊拘禁將近一個月，其間遭毆打，返家後曾臥床3年多，後於1950年以54歲之齡病逝。

### 個人生活
柯承發是父親柯世元的第三子，上有2兄1姊、下有2弟3妹，於兄妹九人中排行第四。柯承發於新竹中學初中部第三屆畢業後因為父親捲入228事件而沒有機會念高中，後曾考取國立臺灣大學醫學系，但因其父臥病乃至家境陷入困境，且長兄柯承家已在臺大醫學系就讀，故以公費就讀於新竹師範專科學校。畢業後在新竹市香山國小、東園國小及民富國小任教長達32年直至屆齡申請退休，期間作育出新竹市新中興醫院醫師陳銘城、麗緻牙醫診所院長陳清龍以及田徑運動員紀政等得意門生。1983年退休後，柯承發經李遠哲堂兄李遠俊介紹，遠赴南太平洋馬紹爾群島擔任一年水電方面的監工，以負擔子女學費。回臺後在新竹科學園區任管理人員，因精通日文成為三家日系企業的顧問，家境逐漸好轉。

### 病逝
2024年8月，柯承發騎腳踏車摔傷後住院，後來高燒未退，一週後仍無法退燒，進一步檢查發現罹患淋巴癌第四期，也有肺積水情況。其長子柯文哲於同年身陷京華城案被羈押，2024年12月30日柯文哲獲交保後驅車至新竹探視父親，之後柯文哲再度遭到羈押。2025年1月22日及2月16日，柯承發病危，柯文哲也申請離開看守所、驅車前往新竹台大探望父親。2月17日，柯承發於新竹台大醫院以94歲高齡病逝。告別式於同年3月10日上午9時於新竹市生命紀念園區景行廳舉行家祭，公祭則於9時40分舉行，式後遺體發引至新竹羽化館火化，靈骨安奉於香山大坪頂。

## 家庭
柯承發的妻子何瑞英為退休公務員，兩人於1958年結婚，育有2子1女，分別為長子柯文哲、次子柯宇謙與長女柯美蘭。其中次子柯宇謙任職於中華大學資管系教授；長女柯美蘭為臺大醫院新竹醫院醫師、國立清華大學合聘教授，曾投入2024年新竹市立委選舉但未當選。

## 軼事
- 柯承發早年擅長於體育項目，桌球和羽毛球都有專攻，曾代表新竹縣出征當時的省運，在體育界小有名氣。[21]
- 柯承發曾自爆自己的初戀對象不是後來的妻子何瑞英，而是師範學校的學妹，兩人時常在父親柯世元的墓地約會並曾一度論及婚嫁，後來因為得知對方的父母實際上不答應他們結婚，柯承發主動結束聯繫。[22]
- 因父親柯世元在228事件中的遭遇，柯承發在長子柯文哲對外宣稱可能參選臺北市長後，曾堅決反對他踏入政治[23]。